# Alfredo V. Bonfil, Querétaro Arteaga
Alfredo V. Bonfil är en ort i Mexiko.   Den ligger i kommunen Ezequiel Montes och delstaten Querétaro Arteaga, i den centrala delen av landet, 160 km nordväst om huvudstaden Mexico City. Alfredo V. Bonfil ligger 2 018 meter över havet och antalet invånare är 868.
Terrängen runt Alfredo V. Bonfil är platt åt sydost, men åt nordväst är den kuperad. Runt Alfredo V. Bonfil är det ganska tätbefolkat, med 83 invånare per kvadratkilometer. Närmaste större samhälle är Ezequiel Montes, 3,9 km sydväst om Alfredo V. Bonfil. Trakten runt Alfredo V. Bonfil består till största delen av jordbruksmark.